# کنستانس استوکس
کنستانس استوکس (انگلیسی: Constance Stokes؛ 22 february 1906 – ۱۴ ژوئیهٔ ۱۹۹۱) نقاش اهل استرالیا بود.